# Еврейский музей Аугсбург-Швабия
Еврейский музей Аугсбурга-Швабии позиционирует себя как исторический музей, который отсылает посетителей к текущим социальным проблемам еврейской истории в Баварской Швабии. Это место, где аспекты миграции, интеграции, родины и культуры обсуждаются с точки зрения меньшинства и где показано, что многообразие — это не угроза и не обогащение, а нормальность.
Музей имеет две локации. Постоянная экспозиция находится в центре города, и её посещение также включает осмотр Аугсбургской синагоги, которая была открыта в 1917 году и используется еврейской общиной Швабии-Аугсбурга. Заведение в бывшей синагоге Кригсхабера было открыто в 2014 году и находится в старейшей сохранившейся синагоге Баварской Швабии.
Музей работает на национальном уровне в «Сети исторических мест синагог в Баварской Швабии».
С ноября 2018 года музей носит название Еврейский музей Аугсбург-Швабия. 1 мая 2022 года Кармен Райхерт взяла на себя управление музеем, сменив Барбару Штаудингер на посту директора музея.

## Постоянная экспозиция и коллекция
Музей документирует культуру и историю евреев Аугсбурга и Швабии со средних веков до наших дней. Постоянная экспозиция, открывшаяся в ноябре 2006 года, показывает еврейскую историю как взаимодействие заселения и изгнания, самоутверждения и ассимиляции. Он обращает внимание на отношения между еврейским меньшинством и христианским большинством и делает еврейскую историю неотъемлемой частью истории Аугсбурга и Швабии.
Коллекция посвящена ритуальным и культовым предметам XVII—XX веков и двадцати щитам[неизвестный термин] Торы. Различные кредиты[что?] из Баварского национального музея в Мюнхене и от частных коллекционеров дополняют коллекцию музея.
Большинство выставленных серебряных предметов — из разрушенных синагог в баварской Швабии. Отчасти они показывают поразительную взаимозависимость между еврейской и христианской культурами. Сменная инсталляция в постоянной экспозиции представляет еврейские праздники года, например, еврейский Новый год Рош ха-Шана и Песах.
Бывшая синагога Кригсхабер, старейшая сохранившаяся синагога в Баварской Швабии, с 2014 года является ещё одним местом расположения Еврейского музея Аугсбург-Швабии.